# Georg Christopher Stürup
Georg Christopher Stürup (7. september 1678 – 15. april 1762) var en dansk officer.
Hans fader, Christen Jensen Stürup, en vendelbo af oprindelse, faldt 1710 ved Helsingborg som kaptajn i Fodgarden; moderen hed Cathrine Arn. Stürup blev 1701 fændrik ved fynske hvervede infanteriregiment, 1702 sekondløjtnant, 1704 forsat til Fodgarden, 1707 premierløjtnant, 1710 kaptajn ved Prins Christians Regiment, 1712 major, 1720 oberstløjtnant, 1732 oberst, 1733 chef for sydjyske nationalregiment, 1737 for holstenske hvervede regiment, 1742 generalmajor, 1743 kommandant i Fredericia, 1744 i Glückstadt, 1750 deputeret i Generalkommissariatet for Landetaten, 1753 medlem af den kommission, der udarbejdede det bekendte infanterireglement, 1752 hvid ridder, 1755 generalløjtnant, 1761 virkelig general. Han døde 15. april 1762 og havde 1727 ægtet Margrethe Friis (død 1746), datter af borgmester i København Sigfred Friis (Dverig).
Stürup var 1750 blevet adlet, men havde kun døtre, der alle døde før faderen. Fra en broder af ham nedstammer den nulevende familie Stürup, af hvilken den tapre oberstløjtnant Jacob Hansen Stürup (født 29. september 1792) faldt ved Oversø 24. april 1848 som kommandør for 2. jægerkorps.
- Gravsten ved Garnisons Kirke